# Рубинштейн, Яков Евсеевич
Яков Евсе́евич (Ши́евич) Рубинште́йн (1900, Варшава — 1983) — советский экономист, коллекционер русской живописи первой трети XX века.

## Биография
Яков Рубинштейн родился в семье коммерсанта в Варшаве в 1900 году восьмым из девяти детей. Его отец, став купцом II гильдии, получил право на проживание в Санкт-Петербурге. Яков оказался в столице в возрасте четырёх лет.
Ещё до революции 1917 года один из братьев Якова уехал в Швецию, после революции часть семьи вернулась в Польшу, а позднее перебралась в Францию. Отец и один из старших братьев Якова — Кельман, были депортированы из оккупированной Франции и погибли в Освенциме.
Сам Яков остался в Петрограде, где получил высшее экономическое образование. В 1924 году он работал в Промбанке (одном из главных банков того времени), был там управляющим. Далее сотрудничал с Росбанком.
В 1943 г. был назначен консультантом Группы денежного обращения НКФ СССР, участвовал в подготовке и проведении денежной реформы 1947 года.
Преподавал в Финансовом институте. По некоторым указаниям, работал в Министерстве финансов СССР. Жил на 4-м (последнем) этаже дома в М. Левшинском переулке.
По словам врача М. Алшибая, умер от рака.

### Семья
- Брат — Евгений Владимирович Рубинин (1894—1981) — советский дипломат[6].
- Брат — Рубин Рубинштейн, отец эстонской писательницы Дагмар Нормет.

1. Первая жена — Вера Александровна Шульц (1905—1989), актриса в Театре-студии Р. Н. Симонова, преподаватель иностранных языков. Арестована в 1938, освобождена в 1953. Автор коротких мемуаров[7][8].
2. Вторая жена — Татьяна Сергеевна Жегалова[9] (ум. 1972)[4]
3. Третья жена — Татьяна Викентьевна Рубинштейн (ур. Сенченко[4]) , искусствовед, старший научный сотрудник Государственной Третьяковской галереи в 1969-84 гг.
  1. Сын от 1-го брака — Евгений Яковлевич Рубинштейн (1931—1983), его вдова — Евгения[2] . В детстве жил с матерью в ссылке[7] . За финансовые махинации в Дирекции художественного фонда попал в тюрьму, сидел в Бутырках, после выхода на свободу отец устроил его (как пишет Дудаков) администратором Дома ученых в Обнинске (период не известен)[10] . Точно работал администратором Ульяновской филармонии в Димитровограде в 1970—1976 годах[11]. Унаследовал часть коллекции отца, но и при его жизни очень много приобрел сам, став коллекционером в независимым именем[10]. Предпочитал небольшие по размеру работы «Мира искусств», «Союза русских художников», «Голубой розы». Умер от инсульта[10].
    1. Внучка (дочь сына от 1-го брака) — Татьяна Евгеньевна Рубинштейн-Горовиц[12]. С 1998 года живёт в Дюссельдорфе.

## Коллекция
Начало коллекции, которую Рубинштейн собирал вместе со своей второй женой Татьяной Жегаловой, было положено после смерти Сталина в 1953 году. Э. Гурвич в своей книге «Дерзкие параллели», со слов Н. Д. Лобанова-Ростовского, сообщает, что Рубинштейну досталось большое наследство после скончавшегося в 1960 году дяди со стороны матери скульптора Бернарда Кратко, которое он по совету своей жены-искусствоведа решил потратить на коллекцию. Дудаков и Лобанов-Ростовский подтверждают этот рассказ: "после кончины жены дядюшка остался один и со временем стал совершенно беспомощным. Поэтому Яков Евсеевич пригласил его переехать к нему в Москву. Но пока шли хлопоты о прописке, Кратко скончался. Две его сестры, жившие в США и знавшие о заботах Я. Е. об их брате, завещали ему все, оставшееся от брата. Это «все» составляло в 1960 г. значительную сумму. Внимание к старым западноевропейским мастерам быстро сменилось интересом к русским художникам первой трети XX века. Средства на расширение коллекции в немалой степени давали заработок доктора экономических наук и поездки с лекциями по стране.
На 1967 год Рубинштейн и Жегалова собирали уже 15 лет, как рассказали они журналисту, «Большая часть их коллекции — 274 работы 155 художников — уже два с лишним года путешествует по разным музеям страны». На тот момент помимо живописи у них имелось небольшое собрание русской иконы и английского фарфора и фаянса.
Принципом собирательской деятельности дружившего со многими художниками Рубинштейна (к числу его друзей принадлежали Г. Верейский, П. Кузнецов, В. Лебедев) была ориентация не на известные имена, но на художественное качество, что привело в коллекцию произведения не только Б. Григорьева, Б. Кустодиева, М. Ларионова, И. Машкова, З. Серебряковой. Р. Фалька, но и работы менее известных в 1960-е — 1970-е годов А. Богомазова, С. Никритина, Н. Синезубова, Л. Чупятова, В. Юстицкого и др.
Коллекцию плаката Рубинштейн купил у вдовы писателя Всеволода Иванова, это стало ядром его коллекции печатной графики.
Спасение от уничтожения множества художественных произведений явилось большой заслугой коллекционера.
Коллекция Рубинштейна включала разделы русской живописи, графики и произведений театрально-декорационного искусства первой трети XX в., плакатов первых послереволюционных лет, советского агитационного фарфора, русской иконы, а также произведений художников советского андерграунда 1960-х — 1970-х гг. и графических портретов деятелей искусства. При жизни коллекционера она являлась едва ли не самой большой частной художественной коллекцией Москвы.
Валерий Дудаков описывает его в своих воспоминаниях и называет учителем своей коллекционерской деятельности (с 1974 по 1982 год).

### Судьба коллекции
После смерти Рубинштейн собрание оказалось рассредоточенным между его вдовой Татьяной Рубинштейн и сыном Евгением (см. выше). Дудаков пишет: «после смерти отца в марте-апреле 1983 года Женя через адвокатов „выбил“ у молодой вдовы большу часть коллекции покойного: живопись, фарфор, графику, часть икон».
Евгений скончался 10 месяцев спустя, и коллекция оказалась поделена ещё раз — в том числе его матерью Верой Шульц, дочерью Татьяной, а также, по указанию Дудакова — каждой из 3 его бывших жен. Лишь четверть этой коллекции существует сегодня в качестве однородной коллекции.

### Выставки коллекции
- 1966. Выставка картин, рисунков и акварелей русских художников из собрания Я. Е. Рубинштейна (Таллинн)
- 1967. Живопись и графика русских художников первой трети XX века. Из собрания Я. Е. Рубинштейна и Т. С. Жегаловой (передвижная: Москва, Таллинн, Вильнюс, Каунас, Алма-Ата, Новосибирск, Львов, Вологда)
- 1973. Русские и советские художники первой половины XX века. Выставка рисунков из собрания Я. Е. Рубинштейна (Дмитровград)
- 1978 — 79. Русское и советское театрально-декорационное искусство из собраний Я. Е. Рубинштейна и И. В. Качурина (передвижная: Таллинн, Кострома, Ярославль)
- 1980. Плакаты первых лет Октября (Ярославль)
- 1981. Плакат первого десятилетия Октября и произведения театральных художников из собрания Я. Е. Рубинштейна (Москва)
- 1982. Русская графика XVIII—XX веков (из собрания И. В. Качурина и Я. Е Рубинштейна). Портреты русских и советских художников первой половины XX века (из собрания Я. Е. Рубинштейна) (Ленинград)
- 1982. Художник и театр. Из собрания Я. Е. Рубинштейна (Архангельск)
- 1982. Выставки произведений из собраний Я. Е. Рубинштейна и И. В. Качурина (Ленинград)

Посмертные выставки:
- 2010. Краски памяти. Частная коллекция Якова Рубинштейна / Die Farben der Erinnerung. Privatsammlung Jakov Rubinstein (Дюссельдорф, Германия)
- 2015. Ausgewählte Werke Russischer und Jüdischer Künstler aus der Sammlung Rubinstein. Künstlerverein Malkasten (Дюссельдорф, Германия)[16]
- 2023: In der Ukraine geboren. Stadtmuseum Düsseldorf (Дюссельдорф, Германия)[17]

## Сочинения

### Книги
- Роль банков в советском хозяйстве. — Москва ; Ленинград : Гос. изд-во, 1928 (М. : 1-я Образцовая тип.). — 115 с. — (Библиотека рабочего пропагандиста).
- Зазорно ли рабочему сберегать деньги. М.-Л., Госуд. изд-во, тип. «Красный пролетарий» в Мск., 1929 (Б-ка «Простые беседы»)
- Основы кредитной работы в связи с законом 23/VII 1931 г. : [Сборник] : Для кредитных и фин. работников. — М.: Гос. фин. изд-во СССР, 1932 (тип. изд-ва «Дер эмес»). — 24 с.
- Народное хозяйство СССР в 1927—1928 г. : (Контрольные цифры) / Я. Рубинштейн. — М.; Л.: Молодая гвардия, 1928 (М.: тип. «Эмес»). — 100 с.
- Капитальное строительство в СССР / Обложка: И. Француз. — М.; Л.: Гос. изд-во, 1927 (М.: 1-я Образцовая тип.). — 158 с.
- Сберегательное дело в СССР. Вып. 1-2 [Текст] : Трудовые сбережения в советском хозяйстве / Я. Е. Рубинштейн; [Нар. ком. фин. СССР]. Центр. заоч. ин-т фин.-экон. наук НКФ СССР. — М.: Госфиниздат, 1931 («Мосполиграф» 13-я тип. «Мысль печатника»).
- Статистика в кредитных учреждениях. Под ред. А. А. Левина. М., Госфиниздат СССР, тип. «Гудок», 1931
- Кредитование и расчеты : Справочник в вопросах и ответах / Г. Рогинский, Я. Рубинштейн ; Под ред. Л. Марьясина. — М.: Госфиниздат СССР, 1932. — Обл., 136 с.
- Кредитование товарооборота: (По закону 16 авг. 1933 г.) / М. А. Лавров, Я. Е. Рубинштейн ; Под ред. Г. М. Абезгауза; Вступ. статья М. И. Кальмановича. — М.: Экон. жизнь, 1933 (тип. Госбанка СССР). — Обл., 69, [1] с.
- Анализ баланса торговой организации : Метод. указания к анализу балансов торг. орг-ции Госбанком / Я. Рубинштейн; [Предисл.: «От редактора»: А. Цирулик]. — М.: Госфиниздат, 1935 (тип. «Кр. воин»). — 48 с.
- Организация и формы краткосрочного кредита / Я. Рубинштейн ; Под ред. Е. Ланде. — М.: Госфиниздат, 1936 (тип. «Кр. звезда»). — Обл., 57, [2] с.
- Организация расчетов в социалистическом хозяйстве / Моск. плановый инст. Кафедра экономики и планирования финансов. — М.: б. и., 1939. — 24 с.
- Организация краткосрочного кредитования: Объекты банковского кредита / Моск. плановый инст. Кафедра экономики и планирования финансов. — Москва : б. и., 1939. — 61 с.
- Денежные расчеты социалистических предприятий / Я. Е. Рубинштейн. — М.: Госфиниздат, 1950 (Л. : тип. им. Котлякова). — 84 с.
- Rozliczenia pieniężne przedsiębiorstw socjalistycznych / J. E. Rubinsztein ; F. Nawrocki. — Warszawa : Polskie wyd-wa gospodarcze, 1951. — 98 с. : ил.; 20 см. — (Biblioteka finansów; T. 16).
- Очерки организации и развития советского кредита. — М.: Госфиниздат, 1958. — 255 с.

### Статьи
- За реконструкцию «надстроек» // Революция права, 1929, № 3
- Кредитная реформа и хозрасчет // Советское государство, 1932, № 5—6
- Развертывание советской торговли и кредит // Советское государство, 1933, № 5